# Delia rimiventris
Delia rimiventris este o specie de muște din genul Delia, familia Anthomyiidae, descrisă de Verner Michelsen în anul 2007.
Este endemică în Norway. Conform Catalogue of Life specia Delia rimiventris nu are subspecii cunoscute.